# Иващенко, Юрий Николаевич
Иващенко Юрий Николаевич (род. 12 апреля 1961, Андрушёвка, Житомирская область, УССР) — советский и украинский астроном.

## Биография
Родился 12 апреля 1961 года в пгт. Андрушёвка Житомирской области (с 1975 года — город). Получил имя в честь Юрия Гагарина, поскольку день его рождения пришелся на день первого полета человека в космос. Отец — журналист областной газеты, мать — учительница физики и астрономии.
Окончил школу № 1 в Андрушёвке. Увлекался астрономией с детства. В 1978–1983 годах учился на физическом факультете Киевского государственного университета им. Т. Шевченко, кафедра астрономии. В 1983–1992 годах работал в Главной астрономической обсерватории Академии наук Украины, защитил диссертацию кандидата физико-математических наук. В 1992 году перешёл на должность в киевское СТО № 2 (сегодня это «Автомобильный центр Голосеевский»), где продолжает работать и в настоящее время.
В 1998 году заложил фундамент первой частной обсерватории в Украине — будущей Андрушёвской астрономической обсерватории (A50), которая была открыта 12 апреля 2001 года. В 2003 году вместе с сотрудниками открыл на ней первые астероиды .
В 2005–2012 годах Андрушёвская обсерватория входила в 20 самых плодотворных обсерваторий мира по наблюдениям малых планет. Всего было открыто более 330 астероидов.